# Thâm hụt calo
Thâm hụt calo (Caloric deficit) là bất kỳ sự thiếu hụt nào về số lượng calo được tiêu thụ (nạp vào) so với số lượng calo cần thiết phải tiêu tốn để duy trì cân nặng cơ thể hiện tại (cân bằng năng lượng). Thâm hụt calo hay còn gọi là thâm hụt năng lượng xảy ra khi tổng lượng calo nạp vào thấp hơn lượng calo hao tốn trong một ngày. Việc thâm hụt calo là cơ chế khoa học của chế độ giảm cân, theo đó, để giảm cân ở mức khoảng 1 kg (2,2 pound) cân nặng cơ thể thì cần phải làm hao hụt một lượng đơn vị khoảng 7.000 kcal. Về mặt khoa học, có thể tạo ra sự thiếu hụt bằng cách giảm lượng calo tiêu thụ bằng cách ăn ít lại, chẳng hạn như bằng cách quy đổi thực phẩm nhiều calo thành các lựa chọn ăn uống ít calo hơn hoặc bằng cách giảm khẩu phần ăn. Sự thâm hụt calo cũng có thể được tạo ra bằng cách tăng lượng chuyển hoá (đốt cháy calo) mà không cần tăng lượng đầu vào tương ứng (tăng cường tập luyện và vận động nhiều hơn trong khi duy trì ăn uống bình thường hoặc ăn ít hơn), tăng lượng tiêu tốn calo theo cách này được thực hiện bằng cách gia tăng các hoạt động thể chất (gia tăng vận động, rèn luyện, tập thể dục, chơi thể thao) để đốt mỡ. Tăng lượng calo cũng đến từ nhu cầu calo tăng lên cần thiết để chữa lành vết thương hoặc từ sự tăng trưởng. Ngoài ra còn có một số chất, bao gồm caffeine, có thể tạo ra một lượng nhỏ (3-5%), tăng lượng calo tiêu thụ, thông qua nhiều con đường khác nhau bao gồm tăng mức độ hoạt động thể chất và tăng sinh nhiệt (lượng nhiệt tỏa ra) và/hoặc bằng cách giảm lượng calo nạp vào thông qua việc ức chế cảm giác thèm ăn.
Hạn chế nạp calo (Calorie restriction) là một chế độ ăn kiêng nhằm giảm lượng năng lượng hấp thụ từ thực phẩm và đồ uống mà không gây ra suy dinh dưỡng, công hiệu của việc hạn chế nạp calo đối với cân nặng, tuổi thọ và bệnh liên quan đến lão hóa đã là một lĩnh vực nghiên cứu tích cực (ví dụ như phương pháp nhịn ăn gián đoạn). Thuốc và các phương pháp điều trị bằng thảo dược tạo ra tác dụng chuyển hóa cực đoan hơn và dễ gây ra nguy cơ tác dụng phụ, chúng gây ra sự gia tăng cực độ nhịp tim và sinh nhiệt có thể gây tử vong ngay cả ở những người rất khỏe mạnh và năng động (athletic), và những loại thuốc này không được phép bày bán công khai. Khi lượng calo cần thiết cho sự cân bằng năng lượng giảm đi khi khối lượng của cơ thể giảm đi, nếu duy trì mức thâm hụt vừa phải thì cuối cùng cơ thể sẽ đạt được và duy trì được cân nặng mới (thấp hơn), và cơ thể sẽ không còn bị thâm hụt calo nữa. Ngược lại, tình trạng thiếu hụt nghiêm trọng kéo dài (nhịn ăn, bỏ đói), chứa quá ít calo để duy trì mức cân nặng khỏe mạnh, cuối cùng sẽ dẫn đến đói và tử vong. Bắt đầu bằng cách tìm tỷ lệ trao đổi chất cơ bản (BMR) của cơ thể, tức là lượng calo mà cơ thể đốt cháy khi nghỉ ngơi. Có một số công thức giúp bạn tính BMR dựa trên độ tuổi, giới tính, cân nặng và chiều cao của bản thân cộng số lượng calo ước tính muốn đốt cháy trong quá trình hoạt động thể chất vào BMR. Có thể sử dụng nhiều máy tính trực tuyến khác nhau để giúp bản thân ước tính lượng calo tiêu thụ tùy thuộc vào loại hoạt động và thời lượng, sau đó, trừ đi số calo muốn hấp thụ mỗi ngày khỏi tổng lượng calo tiêu thụ này. Thông thường, nên chọn mức thâm hụt calo từ 500 đến 1.000 calo mỗi ngày để giảm cân từ nhẹ đến trung bình, điều này sẽ giúp bản thân giảm cân trung bình khoảng từ 0,5 đến 1 kg mỗi tuần.